# Pori Bears 2009
Questa voce raccoglie le informazioni riguardanti i Pori Bears nelle competizioni ufficiali della stagione 2009.

## I-divisioona 2009

### Stagione regolare
| Pori 31 maggio 2009, ore 15:00 1ª giornata | Pori Bears  | 22 – 30 (6-0 0-9 0-7 16-14) referto | Oulu Northern Lights | Herralahden kenttä (300 spett.)\| Arbitro: \| K. Parkkali \| |
| Arbitro:                                   | K. Parkkali |                                     |                      |                                                              |

| Pori 6 giugno 2009, ore 15:00 2ª giornata | Pori Bears | 33 – 13 (7-7 6-0 13-0 7-6) referto | Kuopio Steelers | Herralahden kenttä (320 spett.) |

| Kouvola 13 giugno 2009, ore 15:00 3ª giornata | Kouvola Indians | 16 – 28 (0-7 8-7 0-7 8-7) referto | Pori Bears | Kouvolan keskuskenttä (51 spett.)\| Arbitro: \| M. Makarainen \| |
| Arbitro:                                      | M. Makarainen   |                                   |            |                                                                  |

| Pori 4 luglio 2009, ore 15:00 5ª giornata | Pori Bears | 54 – 21 (14-7 12-6 7-0 21-8) referto | Helsinki 69ers | Herralahden kenttä (200 spett.)\| Arbitro: \| Enonkoski \| |
| Arbitro:                                  | Enonkoski  |                                      |                |                                                            |

| Oulu 11 luglio 2009, ore 18:00 6ª giornata | Oulu Northern Lights | 27 – 20 (6-7 0-7 6-6 15-0) referto | Pori Bears | Castrenin urheilukeskus (0 spett.)\| Arbitro: \| Sankala \| |
| Arbitro:                                   | Sankala              |                                    |            |                                                             |

| Kuopio 1º agosto 2009, ore 17:00 7ª giornata | Kuopio Steelers | 47 – 21 (18-13 0-0 14-0 15-8) referto | Pori Bears | Väinölänniemen stadion (172 spett.)\| Arbitro: \| Tahtinen \| |
| Arbitro:                                     | Tahtinen        |                                       |            |                                                               |

| Pori 8 agosto 2009, ore 15:00 8ª giornata | Pori Bears  | 14 – 28 (0-7 7-0 7-7 7-14) referto | Kouvola Indians | Herralahden kenttä (215 spett.)\| Arbitro: \| K. Parkkali \| |
| Arbitro:                                  | K. Parkkali |                                    |                 |                                                              |

| Helsinki 22 agosto 2009, ore 16:00 10ª giornata | Helsinki 69ers | 28 – 26 (7-14 0-6 7-0 14-6) referto | Pori Bears | Velodromo di Helsinki (82 spett.)\| Arbitro: \| M. Makarainen \| |
| Arbitro:                                        | M. Makarainen  |                                     |            |                                                                  |

### Playoff
| Kuopio 5 settembre 2009, ore 15:00 Semifinale | Kuopio Steelers | 34 – 16 (7-7 14-0 13-0 0-9) referto | Pori Bears | Väinölänniemen stadion (200 spett.)\| Arbitro: \| Hautala \| |
| Arbitro:                                      | Hautala         |                                     |            |                                                              |

## Statistiche di squadra
| Competizione      | %Vittorie | In casa | In casa | In casa | In casa | In casa | In casa | In trasferta | In trasferta | In trasferta | In trasferta | In trasferta | In trasferta | Totale | Totale | Totale | Totale | Totale | Totale |
| Competizione      | %Vittorie | G       | V       | N       | P       | Pf      | Ps      | G            | V            | N            | P            | Pf           | Ps           | G      | V      | N      | P      | Pf     | Ps     |
| ----------------- | --------- | ------- | ------- | ------- | ------- | ------- | ------- | ------------ | ------------ | ------------ | ------------ | ------------ | ------------ | ------ | ------ | ------ | ------ | ------ | ------ |
| Stagione regolare | .375      | 4       | 2       | 0       | 2       | 123     | 92      | 4            | 1            | 0            | 3            | 95           | 118          | 8      | 3      | 0      | 5      | 218    | 210    |
| Playoff           | .000      | 0       | 0       | 0       | 0       | 0       | 0       | 1            | 0            | 0            | 1            | 16           | 34           | 1      | 0      | 0      | 1      | 16     | 34     |
| Totale            | .333      | 4       | 2       | 0       | 2       | 123     | 92      | 5            | 1            | 0            | 4            | 111          | 152          | 9      | 3      | 0      | 6      | 234    | 244    |

## Statistiche personali

### Marcatori
| Giocatore     | Ruolo | TD rush | TD recv | TD int | TD p.ret | TD k.ret | TD oth | Xp1 | Xp2 | FG | Saf | Totale |
| ------------- | ----- | ------- | ------- | ------ | -------- | -------- | ------ | --- | --- | -- | --- | ------ |
| N. Lewis      |       | 19+1    | 0       | 0      | 0        | 0        | 0      | 0   | 2   | 0  | 0   | 124    |
| G. Carbajosa  |       | 0       | 4       | 0      | 0        | 0        | 0      | 6   | 0   | 0  | 0   | 30     |
| T. Holopainen |       | 0       | 3       | 0      | 0        | 0        | 0      | 0   | 0   | 0  | 0   | 18     |
| A. Nummelin   |       | 0       | 3       | 0      | 0        | 0        | 0      | 0   | 0   | 0  | 0   | 18     |
| M. Kivero     |       | 1       | 0+1     | 0      | 0        | 0        | 0      | 0   | 1   | 0  | 0   | 14     |
| N. Sandhu     |       | 0       | 2       | 0      | 0        | 0        | 0      | 0   | 1   | 0  | 0   | 14     |
| A. Fonsen     |       | 0       | 0       | 0      | 0        | 0        | 0      | 8+2 | 0   | 0  | 0   | 10     |
| T. Jokinen    |       | 0       | 1       | 0      | 0        | 0        | 0      | 0   | 0   | 0  | 0   | 6      |
| O. Pekonen    |       | 0       | 0       | 0      | 0        | 0        | 0      | 0   | 0   | 0  | 0+1 | 2      |
| S. Sjovall    |       | 0       | 0       | 0      | 0        | 0        | 0      | 0   | 1   | 0  | 0   | 2      |

### Passer rating
| Giocatore | G   | Att    | Comp  | Int | Yds      | TD   | NFL   | NCAA   |
| --------- | --- | ------ | ----- | --- | -------- | ---- | ----- | ------ |
| N. Sandhu | 8+1 | 165+34 | 79+11 | 9+4 | 1013+143 | 12+1 | 58,53 | 102,51 |
| N. Lewis  | 2   | 6      | 1     | 0   | 7        | 0    |       |        |